# KREEP

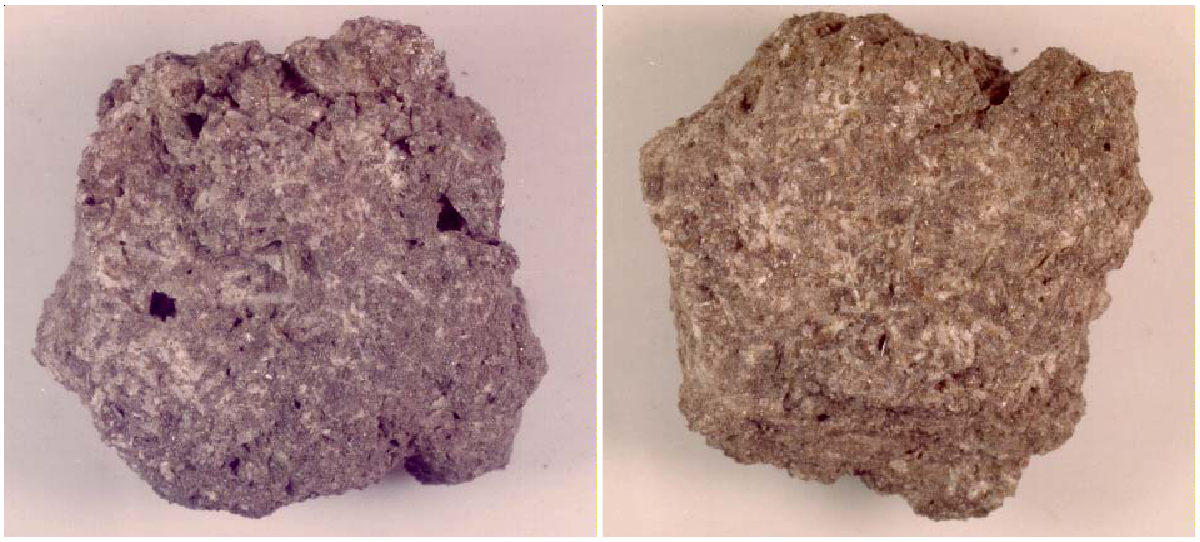
Hornina KREEP přivezená z měsíce posádkou Apolla 15

KREEP je zvláštní druh horniny, která byla nalezena na Měsíci. Název horniny je akronymem, který ukazuje, z kterých prvků je hornina složena (K – draslík, REE – Rare Earth Elements – prvky vzácných zemin, P – fosfor). Hornina KREEP také obsahuje vysoké koncentrace radioaktivních uranu a thoria. Měsíc byl kdysi pokryt z velké části tekutým oceánem magmatu. Hornina KREEP je směs prvků, které se nemohly zapojit do krystalizace, když tento oceán chladl.